# アドベンチャーズ・イン・ボイス・アクティング
アドベンチャーズ・イン・ボイス・アクティング(Adventures in Voice Acting)は、アメリカ合衆国のドキュメンタリー映画（オリジナルビデオ）。2008年7月3日に第1巻のDVDがリリース。日本では未公開。

## 概要
約100人の声優、プロデューサー、キャスティング・ディレクターのインタビューで構成されており、製作には3年の月日が費やされた。
主な内容は各人の来歴、声優の仕事の紹介、日本製アニメの吹き替えとアメリカ製アニメの声の収録の違いなどの技術関係、声優志望者に向けたアドバイスなど。
全3巻の予定で、第1巻は主に日本製アニメ作品の英語吹き替えに関する内容となっており、第2巻はゲーム作品、第3巻はアメリカ製アニメ作品を中心とした内容になる予定とされる。
出演者の1人、ボブ・パーペンブルックが第1巻発売前の2006年3月17日に死去。第1巻のエンディングに追悼メッセージが表示された。

## キャスト
- カリ・ウォールグレン
- リチャード・エプカー
- カイル・エベール
- トニー・オリバー
- バーバラ・グッドソン
- コリーン・クリンケンビアード
- スティーブ・クレイマー
- トム・ケニー
- 坂本佳栄子
- フィルセ・サンプラー
- ステファニー・シェー

- マイケル・シンターニクラス
- ダグ・ストーン
- キム・ストラウス
- カーク・ソーントン
- ヴェロニカ・タイラー
- ボブ・パーペンブルック
- クリスティーナ・ヴィー
- ポール・セント・ピーター
- サンディ・フォックス
- マイク・フォレスト
- クリスピン・フリーマン

- ローラ・ベイリー
- レベッカ・フォースダット
- スティーヴ・ブルーム
- スコット・ページ＝パグター
- ランス・ヘンリクセン
- ジョニー・ヨング・ボッシュ
- モナ・マーシャル
- メアリー・エリザベス・マクグリン
- マイケル・マコノヒー
- ジュリー・マッダレーナ
- デイヴ・マロウ

- ヴィック・ミニョーニャ
- ミシェル・ラフ
- レックス・ラング
- ウェンディー・リー
- サム・リーゲル
- ユーリ・ローエンタール
- ミシェル・ロドリゲス
- エズラ・ワイズ
- トム・ワイナー

## ワークショップ
本作の製作会社であるバングズーム! エンタテイメントは本作と同名の声優ワークショップを2006年から運営している。初心者ワークショップ、中級者ワークショップ、マスタークラス（2009年から開始）の3つが存在する。

### 主な講師
- トニー・オリバー[8]（声優・音響監督・脚本家・プロデューサー）
- サンディ・フォックス[8]（声優）
- クリスピン・フリーマン[8]（声優・音響監督）
- レックス・ラング[8]（声優・音響監督）
- ルース・ランバート[8]（キャスティング・ディレクター）

### 主な出身者
- クリスティーン・マリー・カバノス[9]
- クリスティーナ・ヴィー[8]
- ブライアン・ブレス[8]
- マリリン・ミラー[8]
- ローレン・ランダ（英語版）[8]